# 餛飩侯
馄饨侯，是一間北京小吃店，创立于民国年间。这家小吃店因颇具特色的馄饨而闻名中外。

## 历史

### 诞生
“馄饨侯”创始人，姓侯名庭杰，1920年生于北京南河沿一带。因父母早逝，从小自食其力，卖过报纸，当过铁路巡警，也在东安市场开过小买卖。凭着从各处学到几种制作馄饨的技艺中博采众长，侯庭杰于1946年通过他人帮助，花费自己的积蓄摆起了一个馄饨摊，主营馄饨、烧饼、烧饼夹肉、五花肉、肉肠、鸡蛋卷、白酒、啤酒和褡裢火烧。最初，摊位开在八面槽电料行门前。1949年新中国成立后，侯庭杰被选为东单地区的工商联委员，将摊位搬到东安门16号的公共汽车公司门前，在摊位的后墙挂上一个紫红底色的布帐子，上书“馄饨侯”（仿宋体大字）和“北京风味”（仿宋体小字），帐子周围是一圈和平鸽装饰（侯庭杰长子认为有可能是馄饨）。久而久之，人们就以“馄饨侯”这个名字来称呼侯庭杰经营的馄饨摊。馄饨摊的早期经营者为侯庭杰及其家人，后来买卖逐渐做大，又请过数名帮工。

### 发展
当年的东安门、王府井是京城最繁华的商业区，其中有“北京人艺”（北京人民艺术剧院）、东安市场、吉祥戏院等。晚上散戏后，街上的行人熙熙攘攘，再加上散戏后人们都愿意吃点夜宵。南来北往的客人中，有不少顾客专找“馄饨侯”的摊，其中更是不乏国家政要和社会名流。“北京人艺”的很多著名演员和周恩來，经常在演出结束后有说有笑地到“馄饨侯”吃馄饨。光顾“馄饨侯”的还有学者中国科学院院长郭沫若、著名作家老舍和夫人胡絜青、著名京剧表演艺术家李和曾，北京曲艺名家魏喜奎，琴书名家关学增，国家体委副主任荣高棠。这些社会名流的光顾，对“馄饨侯”的知名度起了不小的推进作用。此后，“馄饨侯”的名声也就不胫而走了。

### 辉煌
1956年合作化运动、公私合营时，散落在东华门、菜厂、大纱帽胡同口上的侯家、梁家、王家、陈家、闻家和两位张家这七家馄饨摊贩成立起一个合作小组。侯庭杰被推举为组长。合作摊位的经营地点被指定在南河沿东皇城根南口，但由于此处地理位置不如东安门，开业不久便门可罗雀。众人十分着急，想重新回到东安门的街面上经营。1959年，七位摊主在东城区商管会帮助下，将摊位改为铺面，开在了东安门“馄饨侯”原址附近。因为合作前“馄饨侯”的名字早已为人们熟知，也得到了上级部门的认可，因此新铺面沿用了“馄饨侯”的名号。在后来的十多年里，侯庭杰作为经理，为“馄饨侯”作出了很大的贡献。当时，“馄饨侯”不仅被京城诸多媒体争相报道，也多次由周恩來作为北京风味小吃引荐给外宾。在侯庭杰的培养下，他的徒弟在六十年代初参加全国烹饪比赛得了金奖，受到李先念、彭真等国家领导人的接见。

### 受挫
“文革”期间，“馄饨侯”受到冲击。造反派认为“馄饨侯”这个字号有“封存资修”色彩，对侯庭杰等人进行了批斗，并把“馄饨侯”改名叫“四新”饭馆。馄饨也不是主营了，改卖面条、盖浇饭和窝窝头。顾客进店除了自己买票、端饭外，还要自己去洗碗。在此期间，侯庭杰也卧病在床，不久后去世。

### 重生
1980年，“馄饨侯”的老店名被恢复。“馄饨侯”重新开业后，每天顾客盈门，日营业额可达两、三万元，甚至高于那个年代的一些大酒店。“馄饨侯”于1989年被国内贸易部授予“中华老字号”，并于2001年通过了ISO9001:2001国际质量标准体系认证，2003年被中国连锁经营协会评为“知名品牌”。在此期间，“馄饨侯”由原来的集体所有制转变为股份制，现公司全称为“北京馄饨侯餐饮有限责任公司”。

### 改革
2006年，兴华美食公司投资120万元对"馄饨侯"进行了全面装修，门脸焕然一新，店堂重新做了调整，增加了营业面积。在保留传统的基础上，“馄饨侯”的经营模式按照科学化、标准化的方法做了全面革新。在员工分工方面，过去是每个职工擀皮、做馅、吊汤、服务样样都能干，现在是按岗位定人，擀皮包馅、煮馄饨、服务均为专人负责。在原料制作方面，过去是打馅、做皮等制作地点都在一起，现在另寻他处建了一个中心厨房，专供门市用料。在煮馄饨方面，以前的馄饨是大锅原汤煮好了捞出来，捞的时候不容易控制每份的量；现在改用煮面篓单煮，汤在另一个锅熬着，汤分棒骨、老鸡若干种，待馄饨煮好了再往上浇汤，保证一篓10个不多不少。在食物品种方面，以前的“馄饨侯”品种单一，馄饨馅只有一种，除了馄饨只经营烧饼和小菜；现在，他们请技师和营养师反复琢磨和鉴定，增加到28个品种，光馄饨就有5种馅。烧饼有4种，此外，有面条、烧麦、小笼包并且增加了馄饨宴。在服务方面，过去是顾客买牌，自己到柜上去端馄饨，现在是直接服务到桌，吃后付款。
而后，“馄饨侯”又陆续开了几家连锁店。截至2020年底，“馄饨侯”在北京共有和平里、鼓楼、广渠门、西四、前门、万丰路这6家分店。

## 特点
“馄饨侯”的馄饨特点是皮薄、馅细、汤好、作料全。
"馄饨侯"的馄饨皮有薄如纸一说，把皮放在报纸上，能看到上面的字。馅细，指的是多少菜配多少肉馅都有比例，肉讲究用前臀尖，七分瘦三分肥，打出的馅非常均匀。一碗馄饨，10个皮为一两包一两馅，加在一起为二两，基本上不差分毫。“馄饨侯”的汤是一绝，煮馄饨的汤是用猪的大棒骨，花6个小时左右时间熬成的。汤口儿讲究味浓不油腻，由于棒骨汤含有钙质，许多老人之所以好这口儿，也是冲着这个来的。“馄饨侯”的作料讲究一个“全”字，有紫菜、香菜、冬菜、虾皮、蛋皮儿等。21世纪初北京冬菜停产，“馄饨侯”为了淘换冬菜没少跑腿，最后在河北清县找到了生产厂家，眼下清县坛装冬菜成了“馄饨侯”的专门供应品。

## “馄饨侯”馄饨皮薄的“奥秘”
在“馄饨侯”成立之初，馄饨用面选的是当时很难吃到的富强粉，那个年代能用富强粉是很不容易的，必须经过上级部门批准，定量供应，一般家庭吃白面已属不易，能吃到富强粉就更为奢侈了，然而在“馄饨侯”却能吃到，这在当时也是一种享受。后来，馄饨侯的面粉使用“廊雪面粉”。
有了面之后，要把几十斤的面粉揉成面团也不是件容易的事儿，那时没有和面机，得手工和面，面和好后要饧面一两个小时。在擀面时，要用直径十几厘米的一米多长的擀面杖，撒一些团粉防止粘连，边擀边抻，最后擀成薄如纸的馄饨皮。